# Christian Ottesen
Christian Ottesen, född 13 februari 1963 i Enskede församling, är en svensk författare.